# Noël Tani
Noël Tani, pseudonyme de Léontine Leroux, née le 3 juin 1875 à Lyon et décédée le 18 avril 1966 à Versailles, est une écrivaine de langue française, autrice de nombreux romans d'aventures et sentimentaux destinés à la jeunesse.

## Biographie
Noël Tani est la sœur de l'archéologue Gabriel Leroux, la belle-sœur de Jean Joseph Lionnet, homme de lettres, et la tante de Paule Lionnet, dite Claude Renaudy.  

## Œuvres
- Prisonniers des Berbères , éditions de Montsouris, collection « Printemps », n°111, 1932
- L'Étrange Aventure de deux routiers , éditions de Montsouris, collection « Printemps », n°122, 1933
- La Mystérieuse Cheminée , éditions de Montsouris, collection « Printemps », n°132, 1933
- Cherchons le trésor, éditions de Montsouris, collection « Printemps », n°141, 1933
- Le Feu au navire, éditions de Montsouris, collection « Printemps », n°153, 1934
- Terre inconnue, éditions de Montsouris, collection « Printemps », n°180, 1935
- Sables cruels, éditions de Montsouris, collection « Printemps », n°190, 1935
- L'Or maudit, éditions de Montsouris, collection « Printemps », n°214, 1936
- Le Fanion vert, éditions de Montsouris, collection « Printemps », n°223, 1937[lire en ligne]
- Deux Timbres sur une enveloppe, éditions de Montsouris, collection « Printemps », n°240, 1937
- La Flèche empoisonnée, éditions de Montsouris, collection « Printemps », n°253, 1938[1]
- Le Roi de la forêt, éditions de Montsouris, collection « Printemps », n°267, 1939[1]
- La Mouette du Spitzberg , éditions de Montsouris, collection «  Printemps  », n°287, 1939
- L'Or vert ou l'or jaune ?, éditions de Montsouris, collection « Printemps », n°309, 1941
- La Destinée de Régine, éditions de Montsouris, collection « Lisette », n°2, 1941
- Le Secret de l'épave, éditions de Montsouris, collection « Printemps », n°332, 1942
- L'Équipée d'Arlette , éditions de Montsouris, collection «  Lisette  », n°16, 1943
- La Montagne de lumière, éditions A.B.C., 1943
- Chasse à l'homme dans les glaces, éditions de Montsouris, collection « Pierrot », n°33, 1946
- Fleur des neiges , éditions de Montsouris, collection «  Lisette  », n°29, 1946
- Les Vacances de Nicolette , éditions de Montsouris, collection «  Lisette  », n°42, 1946
- Le Dernier des Caraïbes, éditions Gedalge, 1947
- On a enlevé le grand Lama, éditions de Montsouris, collection « Pierrot », n°52, 1948
- Partis pour Saïgon , éditions de Montsouris, collection «  Lisette  », n°62, 1951.
- Le Secret des Marchal, éditions Gedalge, 1951.